# Máximo Jerez Tellería
Máximo Jerez Tellería (León, Nicaragua, en 1818 - Washington, 11 de agosto de 1881) fue un abogado, político y militar nicaragüense. Se le considera el principal pensador liberal de la historia de Nicaragua. También fue un ferviente adalid del unionismo centroamericano.

## Biografía
Máximo Jerez Tellería nació en León, Nicaragua en 1818. Fue el primogénito de don Julio Jerez y doña Vicenta Tellería. Vivió en Costa Rica durante sus años de juventud, se educó a pesar de las carencias económicas de su familia por la caridad de un profesor. Aprendió el latín. Recibió su titulación como Abogado a corta edad y en el exilio dio cátedras universitarias en la capital hondureña. Según sus biógrafos era impulsivo e ingenuo. Viajó a Europa como Secretario de la Misión Diplomática.

### Vida política
Afiliado al partido democrático o liberal de Nicaragua, fue junto con Francisco Castellón Sanabria uno de los responsables en haber traído a Nicaragua al filibustero William Walker y el 31 de octubre de 1855 fue designado como Ministro de Relaciones Exteriores del gobierno provisorio de Patricio Rivas, dominado por Walker. 
Fue candidato a la presidencia en 1856, pero ningún candidato obtuvo la mayoría absoluta. Correspondía al Poder Legislativo efectuar la escogencia entre los tres candidatos (Máximo Jerez, Trinidad Salazar y Patricio Rivas) y parecía evidente que se iba a elegir a Jerez, pero por decisión de William Walker el presidente Rivas convocó a nuevas elecciones el 10 de marzo de 1856. 
El 14 de marzo, Rivas derogó el decreto de convocatoria y rompió sus nexos con Walker. Máximo Jerez también reconoció con humildad su error y se unió a los que intentaban expulsar del país a los filibusteros. El 14 de junio de 1856, desde Chinandega, dirigió como Canciller de Nicaragua una nota al gobierno de Guatemala, pidiendo su concurso para enfrentar a Walker. 
El 23 de enero de 1857 con Tomás Martínez Guerrero del partido legitimista o conservador acordó formar parte el llamado Gobierno Binario, con ambos como Presidentes de Nicaragua del 24 de junio al 15 de noviembre de 1857. 
El 15 de abril de 1858, como Ministro Plenipotenciario de Nicaragua en Costa Rica le correspondió firmar el tratado Cañas-Jerez, que define los límites entre ambos países. 
En 1876 organizó desde El Salvador una expedición para derrocar al gobierno conservador de Pedro Joaquín Chamorro y Alfaro, que fracasó.

### Monumento en su honor
En la plaza del parque central de la ciudad de León hay una estatua en su honor, en la cual está de espaldas al atrio la iglesia Catedral.